# يوهان فالكنشتاين
يوهان فالكنشتاين (بالألمانية: Julius Falkenstein)‏ (و. 1879 – 1933 م) هو ممثل مسرحي، وممثل أفلام ألماني، ولد في برلين، توفي في برلين، عن عمر يناهز 54 عاماً، بسبب التهاب السحايا.

## وصلات خارجية
- يوهان فالكنشتاين على موقع IMDb (الإنجليزية)
- يوهان فالكنشتاين على موقع ألو سيني (الفرنسية)
- يوهان فالكنشتاين على موقع ميوزك برينز (الإنجليزية)
- يوهان فالكنشتاين على موقع أول موفي (الإنجليزية)
- يوهان فالكنشتاين على موقع قاعدة بيانات الأفلام السويدية (السويدية)
- يوهان فالكنشتاين على موقع قاعدة بيانات الفيلم (الإنجليزية)
- يوهان فالكنشتاين على موقع كينوبويسك (الروسية)